# Paul von Schaefer
Paul Schaefer, seit 1901 von Schaefer, (* 14. Juli 1857 in Tübingen; † 16. Juli 1924 in Stuttgart) war ein württembergischer General der Infanterie.

## Leben
Paul Schaefer besuchte ab 1870 die königl. württ. Kriegsschule, war 1874 Leutnant, 1883 Oberleutnant, 1889 Hauptmann, 1895 Major. 1898 wurde er zum Flügeladjutanten ernannt und zum Militärkabinett des Kaisers berufen. 1900 wurde er zum Oberstleutnant befördert und zum Mitglied des Reichsmilitärgerichts ernannt. Noch im selben Jahr wurde er Stellvertreter des württembergischen Militärbevollmächtigten in Berlin. 1901 wechselte er als Abteilungschef ins Kriegsministerium nach Stuttgart. 1903 zum Oberst befördert, wurde er 1905 Kommandeur des Infanterie-Regiments 121. 1907 wurde er zum Generalmajor ernannt und Kommandeur der 52. Infanterie-Brigade (2. Württ.) in Ludwigsburg. 1910 wechselte er als Generalleutnant und Kommandeur der 31. Division nach Saarbrücken, wo er 1913 sein Abschiedsgesuch stellte. Danach zog er nach Wiesbaden.
Am 12. September 1914 bekam er mit Charakter eines Generals der Infanterie das Kommando über die 54. Reserve-Division, welche im Verband des XXVII. Reserve-Korps ab 20. Oktober an der Ersten Flandernschlacht teilnahm. Ende April 1915 griff seine Division auch in der zweiten Schlacht von Ypern ein. Vom 21. Januar 1916 bis zum Ende des Ersten Weltkriegs fungierte er als stellvertretender Kommandierender General des XIII. (Königlich Württembergisches) Armee-Korps.

## Auszeichnungen
In Würdigung seiner Verdienste verlieh ihm König Wilhelm II. am 1. Mai 1901 das Ehrenkreuz des Ordens der Württembergischen Krone. Damit verbunden war die Erhebung in den persönlichen Adelstand und er durfte sich nach der Eintragung in die Adelsmatrikel von Schaefer nennen.

## Familie
Paul Schaefer heiratete 1888 in Heilbronn Marie Otto (* 3. Mai 1866 in Heilbronn; † 10. Juli 1916 in Wiesbaden), eine Tochter des Juristen Adolf Otto (1827–1898).